# 伏屋の獅子芝居
伏屋の獅子芝居（ふせやのしししばい）とは、岐阜県羽島郡岐南町に伝わる地芝居である。
毎年10月に岐南町伏屋4丁目199の白山神社に奉納される。1969年（昭和44年）に岐南町文化財に、1988年（昭和63年）8月に岐阜県無形民俗文化財に指定されている。

## 特徴
- 獅子芝居は獅子頭を被った舞手が女形となり、歌舞伎を演じるものである。発祥は伊勢大神楽であり、寛政年間に三河国の岩蔵、岩治、作蔵の三人が考え出した芝居である。その後天保年間に三河国の壽作と尾張国海東郡諸桑村（現・愛西市諸桑町）の市川竜介が前述の3人から学んだ。伏屋の獅子芝居は市川竜介により伝わったという。伏屋村及び野中村で演じられていたが、現在は伏屋のみ残っている。
- 伏屋の獅子芝居は獅子芝居のうち尾張の嫁獅子系の芝居であり、使用される獅子頭は耳が立ち、白髪が無い特徴がある。舞手はこの獅子頭を被り、黒紋付を着て演じる。基本的には女形を演じるのだが、男形や複数の役を演じる場合もある。
- 現在の形になったのは明治時代後期であり、歌舞伎の手法に義太夫を取り入れたものである。かつては複数の演目（忠臣蔵、朝顔日記、曽我物語、白波五人男、義経千本桜など）が演じられていたが、2022年現在多く演じられているのは傾城阿波鳴門　巡礼歌の段である。
- 五穀豊穣、村内安泰、悪魔払いという祈願や奉納の面と、神楽の面の二つを持ち合わす。

## 獅子舞の流れ
白山神社に奉納される場合、獅子舞は以下の順で行われる。
道行
- 獅子頭を先頭に、大太鼓、小太鼓、笛、拍子木、鉦、囃子、役者が白山神社へ向けて練り歩く。

寄
- 人寄せのために大太鼓、小太鼓、笛が行われる。

幕の舞
- 獅子による舞。悪魔祓いを意味する。

幣の舞
- 獅子による舞。悪魔祓いを意味する。

上の舞
- 幣、鈴を持って獅子が曲芸をする。

下の舞
- 傘、刀を持って獅子が曲芸をする。

獅子芝居
- 獅子が女形となり、芝居が行われる。

## 歴史
- 上述のとおり市川竜介により伏屋村に獅子芝居が伝わった。明治中期に伏屋村の東五郎が一座を率いて近村を巡業。明治後期に現在の形となり、大正時代に全盛期を迎える。その後も住民の手で行われていたが、1955年（昭和30年）頃に伏屋の獅子芝居は廃絶となる。廃絶後も細々と伝承されており、1961年（昭和36年）に全国獅子舞大会で優勝、1963年（昭和38年）には日活映画の「男の紋章」に協演している。
- 1969年（昭和44年）に道具などが岐南町文化財に指定される。1972年（昭和47年）10月に伏屋獅子保存会が設立され、伏屋の獅子芝居が復活。1988年（昭和63年）8月に岐阜県無形民俗文化財に指定される。2005年（平成17年）10月には道具の保存と稽古の場として、岐南町伏屋獅子舞会館が竣工する。2006年（平成18年）には映像などがデジタルアーカイブ化されている。

## 岐南町伏屋獅子舞会館
- 岐阜県羽島郡岐南町伏屋3丁目338-1にある伏屋の獅子芝居の保存・継承及び普及を図ることを目的とした施設である[2]。2005年（平成17年）10月開館。
- 1階は伏屋の獅子芝居を行うホールと舞台、2階には研修室3室、獅子芝居の道具の展示保管のスペースがある。
- 開館時間は午前9時から午後9時30分、休館日は毎週月曜日、年末年始（12月29日～1月3日）であるが[3]、施設の使用予約がある時間のみ開館である。

## その他
- 岐南町巡回バス（2009年廃止）の車両には伏屋の獅子芝居の獅子舞がデザインされていた。